# Psammogeton triternatum
Psammogeton triternatum är en flockblommig växtart som beskrevs av George Bentham och Joseph Dalton Hooker. Psammogeton triternatum ingår i släktet Psammogeton och familjen flockblommiga växter. Inga underarter finns listade i Catalogue of Life.